# Старозбаразьке родовище вапняків
Старозбаразьке родовище вапняків — природне скупчення корисної копалини. Розташоване на лівому березі річки Гнізна, за 3—4 км на південний захід від міста Збараж, 0,35—0,85 км на південь і південний захід від околиці села Старий Збараж.
Детально розвідане 1974 об'єднанням «Укрдорбудіндустрія».
Вапняк середньою потужністю 29,7 м, придатний для виробництва бут. каменю і щебеню для будівельних робіт. Затверджені запаси вапняку за промисловими категоріями — 3000 тис. м³.
Родовище розробляє ВАТ «Тернопільський кар'єр».